# Dnewnik (Macedonia Północna)
Dnewnik (mac. Дневник) – północnomacedoński dziennik wydawany w Skopju. Został założony w 1996 roku.
Ostatni numer pisma ukazał się w 2017 roku.